# Кочищи (Ельский район)
Кочищи (бел. Ко́чышчы) — агрогородок, центр Кочищанского сельсовета Ельского района Гомельской области Белоруссии.

## География

### Расположение
В 20 км на юго-запад от районного центра и железнодорожной станции Ельск (на линии Калинковичи — Овруч), 197 км от Гомеля.

## Гидрография
На юге и севере мелиоративные каналы, в их числа канава Шира.

## Транспортная сеть
На автомобильной дороге Старое Высокое — Ельск. Планировка состоит из прямолинейной, почти широтной ориентации улицы с запада переулками. Жилые дома деревянные, усадебного типа.

## История
По письменным источникам известна с XVI века как село в Мозырском повете Минского воеводства Великого княжества Литовского. Упоминается в описи армии ВКЛ в 1567 году. После 2-го раздела Речи Посполитой (1793 год) в составе Российской империи. В 1795 году государственная собственность в Мозырском уезде Минской губернии. Действовала деревянная Александро-Невская церковь. По ревизским материалам 1850 года во владении Песецких, которым принадлежало в 1876 году 3429 десятин земли и с 1858 года трактир. В 1879 году упоминается как селение в Ремезовском церковном приходе. Согласно переписи 1897 года располагались: церковь, школа грамоты, хлебозапасный магазин. В 1908 году в Скороднянской волости. В 1917 году в наёмном крестьянском доме открыта школа.
С 20 августа 1924 года центр Кочищанского сельсовета Королинского, с 5 февраля 1931 года до 26 июля 1930 года и с 21 июня 1935 года до 20 февраля 1938 года Ельского районов Мозырского округа, с 20 февраля 1938 года Полесской, с 8 января 1954 года Гомельской области. В 1930 году создан колхоз «Революция», работали кузница (с 1931 года), конная круподробилка. Во время Великой Отечественной войны подпольная группа вместе со Скороднянскими подпольщиками образовали в феврале 1942 года Ельский партизанский отряд. В июле 1942 года оккупанты сожгли деревню и убили 153 жителя, среди них многие из прилегающих деревень. 73 жителя погибли на фронте. На деревенских кладбищах в 2 братских могилах похоронен 21 солдат и партизан. В 1959 году центр колхоза «Революция». Размещены средняя школа, Дом культуры, библиотека, фельдшерско-акушерский пункт, отделение связи, детский сад, 2 магазина.
До Великой Отечественной войны в состав Кочищанского сельсовета входили деревни Зеленый Дварок, Копанка и Круглое, сожжённые оккупантами и в дальнейшем не отстроенные.

## Население

### Численность
- 2004 год — 176 хозяйств, 450 жителей.

### Динамика
- 1795 год — 41 двор, 200 жителей.
- 1816 год — 54 двора.
- 1885 год — 56 дворов, 336 жителей.
- 1897 год — 608 жителей (согласно переписи).
- 1908 год — 118 дворов, 670 жителей.
- 1917 год — 725 жителей.
- 1924 год — 1010 жителей.
- 1940 год — 135 дворов.
- 1959 год — 408 жителей (согласно переписи).
- 2004 год — 176 хозяйств, 450 жителей.

## Достопримечательность
- Братская могила партизан
- Братская могила советских воинов и партизан
- Аллея деревьев ко Дню народного единства (16-17 сентября 2022 года).